# Fru Pigalopp og juleposten
Fru Pigalopp og Juleposten var Danmarks Radios julekalender i 1978. Den var en tegnet historie med indlagte sange, der blev fortalt og sunget af Ove Sprogøe, og var oversat fra den norske historie "Posten skal frem til jul, fru Pigalopp" skrevet af Bjørn Rønningen. Serien er aldrig blevet genudsendt, men den blev klippet ned til lidt under en time og udgivet på grammofonplade med titlen "fru Pigalopp og post-Harley".

## Handling
Fru Pigalopp er en trind, livlig, ældre dame, der bor alene i det store hus kaldet "Tusinddørshuset". Hun hygger sig med at male billeder, lave mad, kæle med sine to katte, og lave sjove ting sammen med de børn der ofte kommer på besøg. Men hun ærgrer sig over at alle hendes julekort blev væk i postsorteringen sidste jul, så derfor tager hun et job som juleassistance hos postmester Pakke i den lille by hvor hun bor. Hun ombygger sin gamle Harley-Davidson motorcykel til postcykel, og er klar til at gøre en indsats i postens tjeneste. Desværre har den selskabelige dame det med at falde i snak med dem, hun møder på sin vej rundt i byen, så da juleaften nærmer sig, må postmesteren alligevel se i øjnene, at juleposten nok bliver forsinket igen.

## Personale
- Sang og indtaling: Ove Sprogøe
- Manuskript: Bjørn Rønningen
- Oversætter: Asger Pedersen og Valdemar Christensen
- Tegninger: Vivian Zahl Olsen